# 藤岡長敏

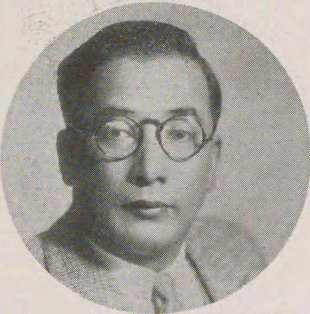
藤岡長敏

藤岡 長敏（ふじおか ながとし、1894年（明治27年）8月19日 - 1965年（昭和40年）2月21日）は、日本の内務・警察官僚、弁護士。官選県知事。

## 経歴
奈良県宇智郡北宇智村近内（現在の五條市）出身。北宇智村長・藤岡長二郎の三男として生まれる。奈良県立五條中学校（現奈良県立五條高等学校）を経て、第三高等学校を卒業。 1920年、京都帝国大学法学部法律学科を卒業。内務省に入省し京都府属となる。同年10月、高等試験行政科試験に合格。
以後、警視庁警視、広島県書記官・学務部長、鹿児島県書記官・警察部長、静岡県書記官・警察部長、北海道庁部長・警察部長、東京府総務部長、警視庁警務部長などを歴任。
1938年2月、香川県知事に就任。1939年7月の大干ばつに際して、県下の神社で雨ごい祈願祭を行う。また、1940年2月に実現した高松市第4次合併を推進。1940年4月、内務省計画局長に転じ、さらに同防空局長となる。1942年1月、静岡県知事に就任。戦時下の対応に尽力。1943年7月、東京都交通局長に転任。1945年1月、兵庫県知事に就任。同年4月に知事を辞任し退官した。その後、公職追放となった。
1946年、弁護士を登録。1960年、警察大学校名誉教授となる。

## 著作
- 『交通整理の話』織田信知、1934年。
- 『交通警察論』良書普及會、1947年。

訳書
- ウヰリヤム・エノー著『交通整理の科学』自警会図書部、1926年。
- ウヰリヤム・エノー著『交通整理の原理』清水書店、1927年。
- [抄]訳 / テイラー氏 原著『交通係官訓練手記』東京交通安全協会、1946年。

## 親族
- 兄 藤岡長和（内務官僚）[3]

## 栄典
- 1940年（昭和15年）8月15日 - 紀元二千六百年祝典記念章[9]